# صفحه تراز

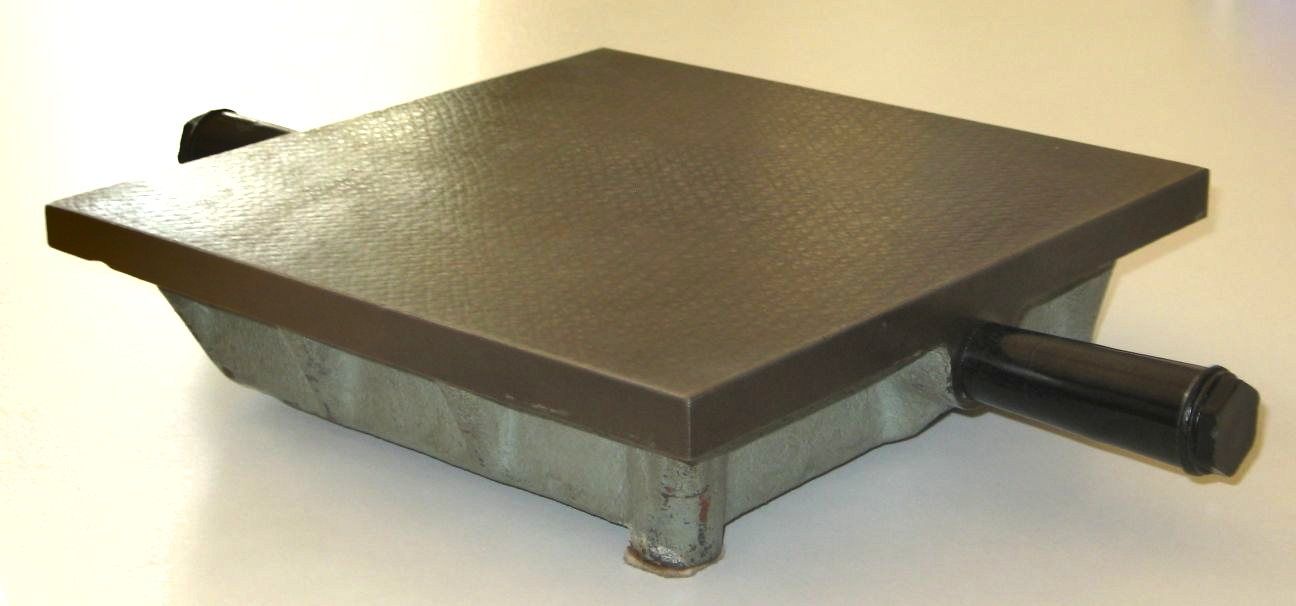
یک صفحه تراز

صفحه تراز (به انگلیسی: Surface plate) یک صفحه صلب و مسطح است که به عنوان صفحه مرجع افقی اصلی برای بازرسی دقیق، علامت گذاری و تنظیم ابزار استفاده می‌شود. صفحه تراز اغلب به عنوان پایه همه اندازه‌گیری‌های یک قطعه کار استفاده می‌شود. تلورانس همواری یا مسطح بودن برای یک صفحه تراز گرید صفر برابر ۱۱.۵ میکرومتر به ازای هر ۲۹۶۰ میلیمتر است. صفحه ترازها ابزاری رایج در صنعت تولید بوده و اغلب دارای نقاط نصبی هستند که می‌توانند یک جزء ساختاری یکپارچه از یک ماشین مانند دستگاه اندازه‌گیری مختصات، مجموعه نوری دقیق، یا سایر ماشین‌های علمی و صنعتی با دقت بالا باشند. صفحه ترازها معمولا به شکل مربع یا مستطیل ساخته می شوند، هرچند می توان آنها را به هر شکلی برید.